# Mazaricos

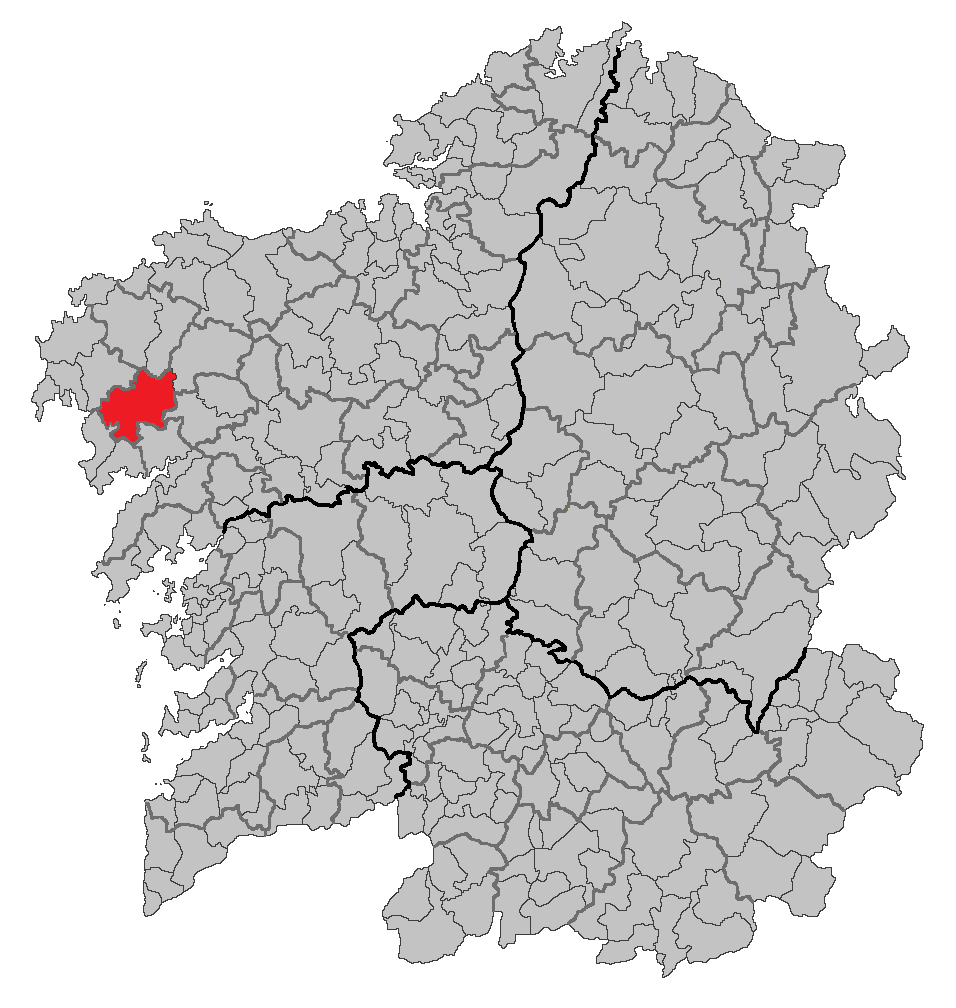
Localização de Mazaricos

Mazaricos é um município da Espanha na província da Corunha, comunidade autónoma da Galiza, de área 188,30 km² com população de 5639 habitantes (2007) e densidade populacional de 29,95 hab/km².

## Demografia
| Variação demográfica do município entre 1991 e 2004 | Variação demográfica do município entre 1991 e 2004 | Variação demográfica do município entre 1991 e 2004 | Variação demográfica do município entre 1991 e 2004 |
| --------------------------------------------------- | --------------------------------------------------- | --------------------------------------------------- | --------------------------------------------------- |
| 1991                                                | 1996                                                | 2001                                                | 2004                                                |
| 7014                                                | 7010                                                | 5769                                                | 5639                                                |